# Bazentin

Bazentin este o comună în departamentul Somme, Franța. În 1 ianuarie 2022 avea o populație de 82 de locuitori.